# Oed Yr Addewid
Oed Yr Addewid é um filme de drama britânico de 2002 dirigido e escrito por Emlyn Williams. Foi selecionado como representante do Reino Unido à edição do Oscar 2003, organizada pela Academia de Artes e Ciências Cinematográficas.

## Elenco
- Caroline Berry
- Romolo Bruni